# Ana Rujas Guerrero
Ana Rujas Guerrero   (Madrid, 14 de maig de 1989) és una actriu, guionista i model espanyola, coneguda pel seu paper protagonista en la pel·lícula Diana (Alejo Moreno, 2018) i en l'obra de teatre alternatiu ¿Qué sabes tú de mis tristezas? (Teatro Lara, 2018). Es va donar a conèixer al públic amb les sèries de televisió HKM (2008-2009) i 90-60-90, diario secreto de una adolescente (2009).

## Biografia
Es va donar a conèixer davant el públic espanyol amb el seu paper de Vicky a HKM (entre el 2008 i 2009), poc després amb la seva participació en la sèrie 90-60-90, diario secreto de una adolescente (2009), amb el personatge d'Àfrica. Durant l'any 2011 va participar en alguns capítols de la sèrie Hispania, la leyenda com Stena i a la sèrie de misteri i intriga Punta Escarlata com Virginia (Vir). En aquest mateix any intervé en la minisèrie homenatge a Rocío Dúrcal ("Rocío Dúrcal, volver a verte"), on encarna a Shaila Dúrcal, la filla de Dúrcal.
El 2017 va participar en la sèrie de Telecinco La que se avecina. Un any més tard, va protagonitzar la pel·lícula Diana, escrita i dirigida per Alejo Moreno. Al febrer de 2021 es va anunciar que seria la protagonista de Cardo, una sèrie de 6 episodis creada per ella mateixa junt Javier Calvo, Javier Ambrossi i Claudia Costafreda, que s'emet s Atresplayer Premium i on interpreta a María.

## Filmografia

### Televisió
| Any         | Sèrie                                       | Canal               | Personatge          | Notes       |
| ----------- | ------------------------------------------- | ------------------- | ------------------- | ----------- |
| 2008        | Cuenta atrás                                | Cuatro              | Noia del passat     | 1 episodi   |
| 2008 - 2009 | HKM: Hablan, kantan, mienten                | Cuatro              | Vicky               | 85 episodis |
| 2009        | Bicho malo (nunca muere)                    | Neox                | Germana de Guaperas | 2 episodis  |
| 2009        | 90-60-90, diario secreto de una adolescente | Antena 3            | África Villalba     | 8 episodis  |
| 2011        | Punta Escarlata                             | Telecinco           | Virginia            | 9 episodis  |
| 2011        | Hispania, la leyenda                        | Antena 3            | Stena               | 3 episodis  |
| 2011        | Ángel o demonio                             | Telecinco           | Mamen               | 1 episodi   |
| 2011        | Rocío Dúrcal, volver a verte                | Telecinco           | Shaila Dúrcal       | 1 episodi   |
| 2012        | Frágiles                                    | Telecinco           | Laura               | 1 episodi   |
| 2012        | Con el culo al aire                         | Antena 3            | Ligue d'Ángel       | 1 episodi   |
| 2012        | Falcón                                      | Sky                 | Eloisa María Gómez  | 1 episodi   |
| 2012 - 2013 | Arrayán                                     | Canal Sur           | Esther              | 45 episodis |
| 2013        | Tormenta                                    | Antena 3            | Martina             | 2 episodis  |
| 2014        | Ciega a citas                               | Cuatro              | Reme                | 5 episodis  |
| 2016        | Paquita Salas                               | Flooxer             | Actriu de teatre    | 1 episodi   |
| 2017        | La que se avecina                           | Telecinco           | Anastasia           | 1 episodi   |
| 2017 - 2018 | Dorien                                      | Playz               | Blanca              | 3 episodis  |
| 2019        | Derecho a soñar                             | La 1                | Novia de Luis       | 4 episodis  |
| 2021 -      | Cardo                                       | Atresplayer Premium | María               | 12 episodis |
| 2023        | La mesías                                   | Movistar+           | Montserrat Baró     | 7 episodis  |

### Cinema
| Any  | Sèrie                    | Personatge | Director                            | Notes        |
| ---- | ------------------------ | ---------- | ----------------------------------- | ------------ |
| 2012 | Summertime               | Sonia      | Norberto Ramos del Val              |              |
| 2013 | La paciencia del cazador | Carmen     | Germans Prada                       | Curtmetratge |
| 2014 | Time after time          | Susana     | Peris Romano i Pablo Silva González | Curtmetratge |
| 2017 | Bright Lights            | Noa        | María Zabala                        |              |
| 2017 | Toc Toc                  | Natalia    | Vicente Villanueva                  |              |
| 2018 | Diana                    | Sofía      | Alejo Moreno                        |              |

## Premis i nominacions
| Premi        | Any  | Categoria                              | Treball nominat | Resultat   | Ref.  |
| ------------ | ---- | -------------------------------------- | --------------- | ---------- | ----- |
| Premis Feroz | 2022 | Millor actriu protagonista d'una sèrie | Cardo           | Guanyadora | [ 5 ] |